# Freiburger Münsterbauverein

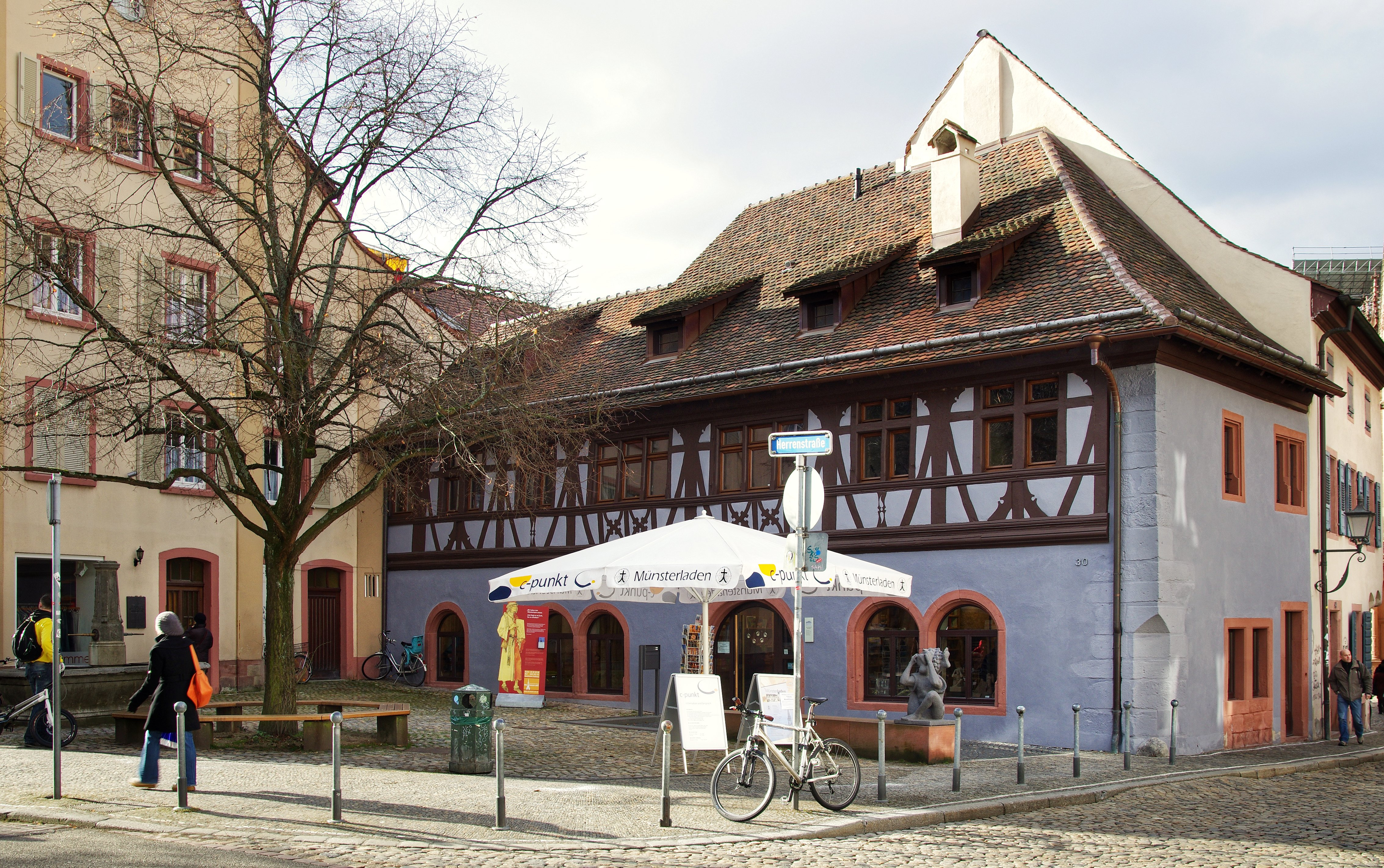
Münsterladen in der alten Münsterbauhütte

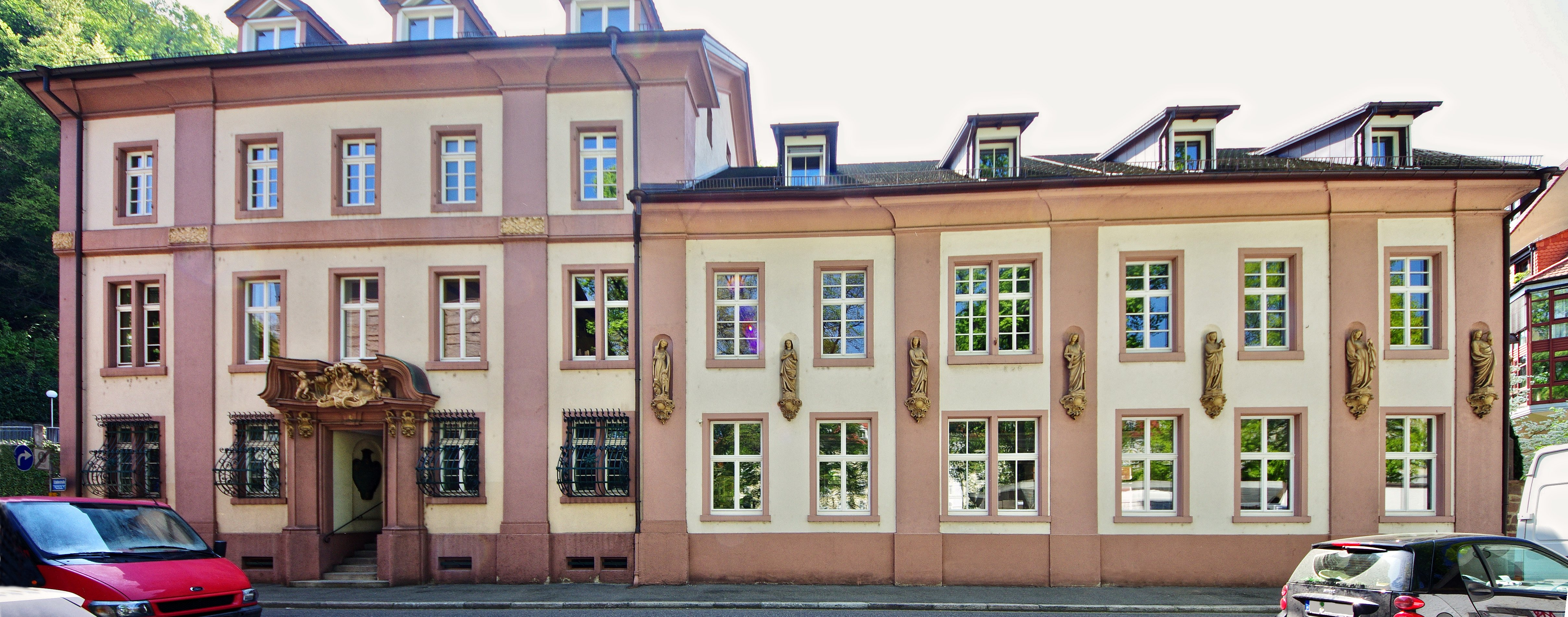
Neue Münsterbauhütte und Sitz des Münsterbauvereins

Der Freiburger Münsterbauverein e. V. ist ein im Jahre 1890 gegründeter, gemeinnütziger Verein, dessen Aufgabe in der baulichen Erhaltung des Freiburger Münsters und damit der Weiterführung der Münsterbauhütte besteht.

## Vereinsgeschichte
Im Jahr 1889 wurden etliche bauliche Mängel am Freiburger Münster dokumentiert, die zu beseitigen sich der Eigentümer, eine mittelalterliche Stiftung, nicht in der Lage sah. Deswegen appellierte der damalige Freiburger Oberbürgermeister Otto Winterer an die Bevölkerung, das Münster durch eine Vereinsgründung zu retten. Bereits im 19. Jahrhundert konnte der Verein 4.000 Beitritte verzeichnen. Die bedeutenden Erfolge, die der Verein durch das Sammeln von Spenden, das Veranstalten von Lotterien und durch ihm zugedachte Vermächtnisse erzielen konnte, ermöglichte nicht nur die Durchführung wesentlicher Arbeiten am Münster, sondern darüber hinaus auch baugeschichtliche Forschungen, so dass der Verein zwischen 1905 und 1922 die Freiburger Münsterblätter herausgab.
Die wirtschaftlichen Erfolge des Vereins überdauerten die beiden Weltkriege jedoch nicht. Gleichwohl hat sich der Verein heute wiederum zu einer beachtlichen Stütze des Freiburger Münsters entwickelt und ist mit 5.000 Mitgliedern einer der größten Fördervereine seiner Art in Deutschland.
Neben der Kirche, der Stadt Freiburg und anderen öffentlichen Stellen bringt der Verein gegenwärtig etwa ein Sechstel der zum Erhalt des Münsters erforderlichen Mittel auf.

## Zweckbetriebe
Zur Verwirklichung seiner Aufgaben unterhält der Verein zwei Zweckbetriebe: die Freiburger Münsterbauhütte (Lage) und den Münsterladen (Lage).
Bei der Münsterbauhütte handelt es sich um einen Steinmetzbetrieb, dessen Traditionen bis in das Mittelalter zurückreichen. Heute ist die Münsterbauhütte für Planung und Durchführung der Restaurierungsarbeiten am äußeren Steinwerk des Münsters verantwortlich. Für das Innere ist der Münsterfabrikfonds Freiburg zuständig. Im Interesse der Authentizität werden noch heute die traditionellen Handwerkstechniken gepflegt und angewandt. Die Figuren an der Fassade der neuen Münsterbauhütte sind Kopien der Sieben Freien Künste aus der Turmhalle des Münsters. Im Münsterladen werden Broschüren, Dokumentationen, Sondermarken etc. über das Münster und den Münsterbauverein verkauft. Seit 2020 gibt es die meisten Artikel auch online.

## Leiter der Münsterbauhütte (Auswahl)
Münsterarchitekten
- Hans Niesenberger, 1471 wurde er am Freiburger Münster zum Werkmeister bestellt, unter seiner Leitung wurde 1482 der Dachstuhl auf die Binnenchorwände aufgesetzt.
- Franz Baer, 1888 bis 1891

Münsterbaumeister
- Friedrich Kempf, 1891 bis 1932
- Paul Booz, 1958 bis 1970
- Klaus Geis, 1970 bis 1984
- Heinz Triller 1984 bis 1994
- Manfred Saß, 1994 bis 2005[4]
- Yvonne Faller, 2005 bis 2021[5]
- Anne-Christine Brehm, seit 2021[5]

## Periodikum
Der Freiburger Münsterbauverein gibt als jährliche Zeitschrift, deren Bezug im Mitgliedsbeitrag enthalten ist, das Münsterblatt heraus, das sich mit der Bau- und Kunstgeschichte des Münsters sowie den Aktivitäten des Vereins befasst. Von 1905 bis 1922 erschien halbjährlich eine Vorgängerzeitschrift: die Freiburger Münsterblätter.

## Organe
Die Organe des Münsterbauvereins sind nach der am 3. Dezember 2008 von der Mitgliederversammlung beschlossenen neuen Satzung der Vorstand, das Präsidium, der Aufsichtsrat und die Mitgliederversammlung. Bei der letzten Mitgliederversammlung im Juli 2022 wurden 22 Vereinsmitglieder für die Dauer von vier Jahren in das Präsidium gewählt, dem außerdem als geborenes Mitglied der Erzbischof von Freiburg als Ehrenvorsitzender, des Weiteren kraft Amtes der Oberbürgermeister von Freiburg, der Regierungspräsident, der Dompropst, der Generalvikar der Erzdiözese Freiburg sowie je ein Vertreter des Münsterfabrikfonds und der staatlichen Denkmalpflege angehören. Bis zu drei weitere Personen kann das Präsidium zusätzlich berufen.
Das Präsidium repräsentiert die Vereinsmitglieder und wählt drei Personen in den vierköpfigen Vorstand des Münsterbauvereins. Er besteht aus dem Ersten und Zweiten Vorsitzenden, dem Schatzmeister und kraft Amtes dem Dompfarrer als Vorsitzendem des Münsterfabrikfonds. Vorsitzende des Münsterbauvereins ist seit November 2020 Martina Feierling-Rombach. Der Vorstand bedient sich bei der Erledigung seiner Aufgaben der Geschäftsstelle des Münsterbauvereins, die von der Münsterbaumeisterin geleitet wird.
Der Aufsichtsrat besteht aus acht Personen, von denen vier durch das Präsidium aus den Reihen der Vereinsmitglieder bestimmt werden. Hinzu kommen die Vertreter der wichtigsten finanzgebenden Institutionen: das Land Baden-Württemberg, das Erzbischöfliche Ordinariat Freiburg, die Stadt Freiburg und die Freiburger Münsterstiftung. Der Aufsichtsrat berät den Vorstand in wichtigen Fragen und überprüft insbesondere die Führung der wirtschaftlichen Angelegenheiten.
Seit 2018 ist die Münsterbauhütte in das Register guter Praxisbeispiele des immateriellen Kulturerbes eingetragen unter dem Titel: "Das Bauhüttenwesen - Weitergabe, Dokumentation, Bewahrung und Förderung von Handwerkstechniken und -wissen".